# Leptoses sophronicos
Leptoses sophronicos är en fjärilsart som beskrevs av Ghesquière 1942. Leptoses sophronicos ingår i släktet Leptoses och familjen mott. Inga underarter finns listade i Catalogue of Life.